# Tour de France Automobile 1974
Tour de France Automobile 1974 (19. Tour de France Automobile) – 19. edycja rajdu samochodowego Tour de France Automobilen rozgrywanego we Francji. Rozgrywany był od 13 do 22 września 1974 roku. Była to dwudziesta pierwsza runda Rajdowych Mistrzostw Europy w roku 1974.

## Klasyfikacja rajdu
| Miejsce                | Kierowca               | Pilot                  | Samochód                | Czas                   | Strata                 |                        |
| Klasyfikacja generalna | Klasyfikacja generalna | Klasyfikacja generalna | Klasyfikacja generalna  | Klasyfikacja generalna | Klasyfikacja generalna | Klasyfikacja generalna |
| ---------------------- | ---------------------- | ---------------------- | ----------------------- | ---------------------- | ---------------------- | ---------------------- |
| 1.                     | Jean-Pierre Nicolas    | Johnny Rives           | Ligier JS2              |                        | 0.0                    |                        |
| 2.                     | Bernard Darniche       | Jaubert Jacques        | Ligier JS2              |                        |                        |                        |
| 3.                     | Jean-Claude Andruet    | Michèle Espinosi-Petit | Lancia Stratos HF       |                        |                        |                        |
| 4.                     | Jacques Henry          | Maurice Gélin          | Porsche Carrera RSR     |                        |                        |                        |
| 5.                     | Claude Ballot-Léna     | Jean-Claude Morenas    | Porsche 911 Carrera RSR |                        |                        |                        |
| 6.                     | Jacques Alméras        | Serge Mas              | Porsche 911 Carrera 3.0 |                        |                        |                        |
| 7.                     | Guy Chasseuil          | Christian Baron        | Porsche 911 Carrera RS  |                        |                        |                        |
| 8.                     | Fulvio Bacchelli       | Piero Sodano           | Fiat X 1/9 Abarth       |                        |                        |                        |
| 9.                     | Jean-Claude Lagniez    | Dominique Raimbault    | Porsche 911 Carrera RS  |                        |                        |                        |
| 10.                    | Christian Poirot       | Francis Roussely       | Porsche 911 Carrera 3.0 |                        |                        |                        |
| Klasyfikacja ERC       |                        |                        |                         |                        |                        |                        |
| 1.                     | Jean-Claude Andruet    | Michèle Espinosi-Petit | Lancia Stratos HF       |                        |                        |                        |
| 2.                     | Jacques Henry          | Maurice Gélin          | Porsche Carrera RSR     |                        |                        |                        |
| 3.                     | Claude Ballot-Léna     | Jean-Claude Morenas    | Porsche 911 Carrera RSR |                        |                        |                        |
| 4.                     | Jacques Alméras        | Serge Mas              | Porsche 911 Carrera 3.0 |                        |                        |                        |
| 5.                     | Guy Chasseuil          | Christian Baron        | Porsche 911 Carrera RS  |                        |                        |                        |
| 6.                     | Fulvio Bacchelli       | Piero Sodano           | Fiat X 1/9 Abarth       |                        |                        |                        |
| 7.                     | Jean-Claude Lagniez    | Dominique Raimbault    | Porsche 911 Carrera RS  |                        |                        |                        |
| 8.                     | Christian Poirot       | Francis Roussely       | Porsche 911 Carrera 3.0 |                        |                        |                        |